# 가변 밸브 타이밍

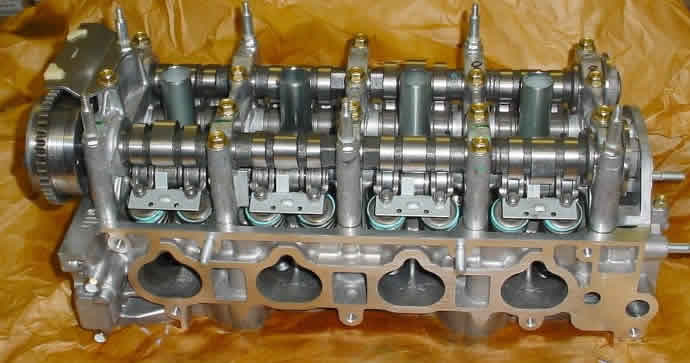
혼다 K20Z3 엔진에 사용된 i-VTEC 시스템

가변 밸브 타이밍(variable valve timing, VVT)은 4행정 피스톤 엔진에서 사용하는 기술 용어로, 자동차 운행 중에 회전대역에 따라 흡기나 배기 밸브의 개폐 타이밍이나 개폐량, 개폐시간을 바꿀 수 있게 한 기구이다. 2행정 엔진에서는 파워 밸브 시스템으로 유사한 효과를 얻는다.

## 작동 원리
일반적으로 피스톤 엔진에서는 흡기와 배기 시에 포핏 밸브를 사용한다. 포핏 밸브는 캠축에 장착된 캠으로 동작하는데, 캠은 흡기와 배기 시에 일정한 시간 동안 포핏 밸브를 연다. 포핏 밸브를 열고 닫는 타이밍 역시 중요하다. 캠축은 타이밍 벨트, 기어, 또는 체인을 통해 크랭크축에 의해 동작한다.
축 상의 캠 로브의 형상과 위상각은 엔진의 특정 회전대역에 최적화되어 있고, 이 시소관계(tradeoff) 때문에 최저 토크나 최고 출력의 한계가 결정된다. VVT는 캠의 형상이나 위상각이 바뀔 수 있도록 해, 효율과 출력을 증가시키는 기술이다.
높은 엔진 회전대역에서, 엔진은 많은 공기를 필요로 한다. 그러나 보통은 관성에 의해 공기가 실린더로 모두 흘러 들어가기 전에 흡기 밸브가 닫히기 때문에 성능이 저하된다. 반면, 캠이 밸브를 오랜 시간 동안 열어 놓으면, 낮은 엔진 회전대역에서 문제가 발생한다. 밸브가 여전히 열려 있으므로 연소되지 않은 연료가 엔진을 빠져나가 버린다. 이는 엔진 성능을 저하시키고 배기 가스량을 증가시킨다.
환경과 연비 규제가 강화되면서 자동차 제조회사들은 VVT를 채택하는 경향이 늘고 있다. 마즈다의 S-VT같은 단순한 VVT 시스템들은 보통 흡배기 밸브의 타이밍을 당기거나 늦추는 기능만을 가지고 있지만, 혼다의 VTEC은 특정 엔진 회전대역에서 캠 로브 사이를 변경한다. BMW의 밸브트로닉은 연속적으로 타이밍과 밸브를 열 수 있는 특징이 있는데, 이러한 방식을 연속 가변 밸브 타이밍(CVVT)라 부른다.

## 엔진
- 혼다 I - VTEC
- 현대자동차 알파 - VVT (1.5 / 1.6) / 베타 - VVT (1.8 / 2.0) / 감마 - VVT (1.6) / 쎄타 - VVT (2.0 / 2.4)
- 도요타 VVT - I